# Tokugawa Ieharu
Tokugawa Ieharu (徳川 家治 (Đức Xuyên Gia Trị) 20 tháng 6 năm 1737 – 29 tháng 9 năm 1786) là vị Tướng Quân thứ 10 của Mạc phủ Tokugawa tại Nhật Bản. Ông cai trị đất nước từ 1760 đến 1786. Ieharu là con trai cả của Tokugawa Ieshige, vị Tướng Quân thứ 9.
Tên thời thơ ấu của ông là Takechiyo (竹 千代).
Ieharu mất năm 1786 và lấy pháp danh là Shunmyoin và được chôn cất tại Kan'ei-ji.

## Các sự kiện
- Thiên Minh nguyên niên (天明元年) hay năm Thiên Minh thứ 1 (1781): Thời đại mới mang tên Thiên Minh được hình thành đánh dấu năm lên ngôi của Thiên hoàng Kōkaku. Thời kỳ trước đó kết thúc vào ngày 2 tháng 4 năm An Vĩnh thứ 11.
- Năm Thiên Minh thứ 2 (1782): Nạn đói Thiên Minh bắt đầu.
- Năm Thiên Minh thứ 2 (1782): Một phân tích về đồng bạc tại Trung Quốc và Nhật Bản đã được Kutsuki Masatsuna (1750–1802) trình cho Thiên hoàng, còn được biết đến với tên Kutsuki Oki-no kami Minamoto-no Masatsuna, Daimyo của Oki và Ōmi đóng tại Tamba và Fukuchiyama.[1]
- Năm Thiên Minh thứ 3 (1783): Núi Asama (浅間山, Asama-yama) phun trào tại Shinano, một tỉnh cũ tại Nhật Bản, nay là ranh giới giữa Gunma và Nagano. Việc núi lửa phun trào khiến nạn đói Thiên Minh trở nên tồi tệ hơn.
- Năm Thiên Minh thứ 4 (1784): Nghi lễ kỷ niệm cấp quốc gia để vinh danh Kūkai (được gọi là Kōbō-Daishi, người sáng lập Phật giáp Chân Ngôn Tông) đã qua đời 950 năm trước.[1]
- Năm Thiên Minh thứ 4 (1784): Con trai của thị tòng Tướng Quân bị ám sát trong Thành Edo. Wakadoshiyori (Nhược niên ký) tương đối trẻ tuổi tên là Tanuma Yamashiro-no-kami Okitomo, là con trai của Wakadoshiyori lâu năm Tanuma Tonomo-no-kami Okitsugu. Tanuma Yamashiro-no-kami Okitomo bị giết chết trước mặt cha khi cả hai trở về norimono sau một cuộc đàm luận bị đổ vỡ. Mối liên quan của các nhân vật cao cấp trong Mạc phủ bị tình nghi; tuy nhiên sau đó chỉ một mình kẻ ám sát bị trừng phạt. Kết quả là các cải cách tự do bên trong Mạc phủ và nới lỏng sự hà khắc của chính sách sakoku (tỏa quốc) bị chặn lại.[2]
- Năm Thiên Minh thứ 6, vào ngày 8 tháng 9 âm lịch, tức ngày 17 tháng 9 năm 1786 dương lịch: Tokugawa Ieharu qua đời. Ông được chôn cất tại Edo.[1]
- Năm Thiên Minh thứ 7 (1787): Kutsuki Masatsuna xuất bảnSeiyō senpu (Tây Dương tiễn phổ), với các bản khắc tiền tệ châu Âu và các thuộc địa.[3] -- see online image of 2 adjacent pages from library collection of Kyoto University of Foreign Studies and Kyoto Junior College of Foreign Languages

## Niên đại trong thời kỳ Ieharu
Những năm Ieharu trị vì có hơn một niên hiệu nengō.
- Hōreki (宝暦, Bảo Lịch) (1751–1764)
- Meiwa (明和, Minh Hòa) (1764–1772)
- An'ei (安永, An Vĩnh) (1772–1781)
- Tenmei (天明, Thiên Minh) (1781–1789)